# Шпах, Эдуард
Эдуа́рд Шпах (фр. Édouard Spach; 23 ноября 1801, Страсбург — 18 мая 1879, Париж) — французский ботаник.

## Биография
Эдуард Шпах родился в Страсбурге 26 ноября 1801 года.
Он поехал в Париж в 1824 году, где изучал ботанику с такими людьми, как Рене Дефонтен (1750—1833) и Антуан Лоран де Жюссьё (1748—1836). Эдуард Спаш стал секретарем Шарля-Франсуа Брюссо де Мирбеля (1776—1854). Когда Мирбель стал профессором Национального музея естественной истории, он последовал за ним и остался в музее до конца своей карьеры.
Умер 18 мая 1879 года.

## Научные работы
- Histoire naturelle des végetaux: Phanérogrames (14 Bände und ein Atlas), 1834—1847.
- Illustrationes plantarum orientalium (zusammen mit Hippolyte François Comte de Jaubert), 1842—1857.